# Terebești
Terebești (Krasznaterebes en hongrois, Terbesch en allemand) est une commune roumaine du județ de Satu Mare, dans la région historique de Transylvanie et dans la région de développement du Nord-ouest.

## Géographie
La commune de Terebești est située dans le centre du județ, sur la rive droite de la Crasna, dans la plaine du Someș, à 16 km à l'ouest d'Ardud, à 22 km au nord-est de Carei et à 24 km au sud-ouest de Satu Mare, le chef-lieu du județ.
La municipalité est composée des quatre villages suivants (population en 2002) :
- Aliza (39) ;
- Gelu (436) ;
- Pișcari (466) ;
- Terebești (637), siège de la commune.

## Histoire
La première mention écrite du village de Terebești date de 1215 et le village de Pișcari est mentionné en 1332. Les deux autres villages de Aliza et Gelu sont nés en 1921, avec la réforme agraire née de l'expropriation des grands domaines des nobles hongrois.
La commune, qui appartenait au royaume de Hongrie, faisait partie de la principauté de Transylvanie et elle en a donc suivi l'histoire. Elle appartenu à la famille Drágfi durant tout le Moyen Âge. Au XVIIIe siècle, elle passe dans les domaines des Károlyi qui favorisent l'implantation de colons d'origine allemande.
Après le compromis de 1867 entre Autrichiens et Hongrois de l'empire d'Autriche, la principauté de Transylvanie disparaît et, en 1876, le royaume de Hongrie est partagé en comitats. Terebești intègre le comitat de Szatmár (Szatmár vármegye).
À la fin de la Première Guerre mondiale, l'Empire austro-hongrois disparaît et la commune rejoint la Grande Roumanie au traité de Trianon.
En 1940, à la suite du deuxième arbitrage de Vienne, elle est annexée par la Hongrie jusqu'en 1944. À la fin de la guerre, 144 habitants d'origine allemande sont déportés vers l'URSS. Elle réintègre la Roumanie après la Seconde Guerre mondiale au traité de Paris en 1947.

## Politique
Le conseil municipal de Terebești compte 11 sièges de conseillers municipaux. À l'issue des élections municipales de juin 2008, Gavril Dan Vinț (PNL) a été élu maire de la commune.
| Parti                                                | Nombre de conseillers |
| ---------------------------------------------------- | --------------------- |
| Parti conservateur                                   | 3                     |
| Parti national libéral (PNL)                         | 2                     |
| Parti démocrate-libéral (PD-L)                       | 2                     |
| Parti social-démocrate (PSD)                         | 2                     |
| Parti tsigane Pro Europa                             | 1                     |
| Parti de la Nouvelle Génération - Chrétien-démocrate | 1                     |

## Religions
En 2002, la composition religieuse de la commune était la suivante :
- Chrétiens orthodoxes, 79,53 % ;
- Catholiques romains, 8,55 % ;
- Pentecôtistes, 7,60 % ;
- Grecs-Catholiques, 2,59 % ;
- Réformés, 1,33 %.

## Démographie
En 1910, à l'époque austro-hongroise, la commune comptait 1 589 Roumains (61,49 %), 797 Hongrois (30,84 %) et 169 Allemands (6,54 %),.
En 1930, on dénombrait 2 422 Roumains (75,95 %), 523 Hongrois (16,40 %), 150, Allemands (4,70 %), 73 Tsiganes (2,29 %) et 20 Juifs (0,63 %).
En 1956, après la Seconde Guerre mondiale, 2 632 Roumains (79,69 %) côtoyaient 549 Hongrois (16,62 %), 121 Tsiganes (3,66 %) et 1 Allemand.
En 2002, la commune comptait 1 061 Roumains (67,23 %), 376 Tsiganes (23,82 %), 101 Hongrois (6,40 %) et 36 Allemands (2,28 %) . On comptait à cette date 601 ménages et 648 logements.
| 1880  | 1890  | 1900  | 1910  | 1920  | 1930  | 1941  | 1956  | 1966  |
| ----- | ----- | ----- | ----- | ----- | ----- | ----- | ----- | ----- |
| 1 980 | 2 310 | 2 669 | 2 584 | 2 558 | 3 189 | 3 316 | 3 303 | 3 043 |

| 1977  | 1992  | 2002  | 2007  | - | - | - | - | - |
| ----- | ----- | ----- | ----- | - | - | - | - | - |
| 2 508 | 1 748 | 1 578 | 1 586 | - | - | - | - | - |

## Économie
L'économie de la commune repose sur l'agriculture et l'élevage.

## Communications

### Routes
Terebești est située sur la route régionale DJ194 qui la relie à Ghilvaci, à Moftin et à la route nationale DN19 Carei-Satu Mare à l'ouest ainsi qu'à Gelu et à la nationale DN19A (Route européenne 81) Satu Mare-Zalău à l'est. La route DJ108L mène au sud vers Craidorolț.

### Voies ferrées
Terebești est desservie par la ligne des chemins de fer roumains (Căile Ferate Române) Carei-Ardud-Șomcuta Mare.

## Lieux et monuments
- Terebești, église orthodoxe datant de 1862[10].
- Terebești, église catholique romaine datant de 1838[10].
- Pișcari, église orthodoxe St Nicolas datant de 1827[11].